# Норакерт (Гегаркунік)
Норакерт (вірм. Նորակերտ) — село в марзі Гегаркунік, на сході Вірменії. Село розташоване за 13 км на північ від міста Варденіс на залізниці Єреван — Раздан — Сотк і через село Покр Масрік з'єднане з автотрасою Єреван — Севан — Шоржа — Варденіс.